# Eugène Bernard-Dutreil
Eugène Bernard-Dutreil, né le 15 juillet 1838 à Laval (Mayenne) et mort le 1er mars 1893 à Paris, est un homme politique français.

## Biographie
Sans antécédents politiques, candidat officiel aux Élections législatives de 1877, soutenu par le maréchal de Mac Mahon, il l'emporte contre Charles Lecomte. La défaite de ce dernier est si stupéfiante que la procédure d'invalidation de Bernard-Dutreil est engagée. Il est élu et siège à droite, mais son élection est invalidée en 1878. À la suite de l'invalidation de son concurrent, Lecomte est réélu en 1878 et reprend sa place. Dutreil échoue aux Élections législatives de 1881.

## Sources
- « Eugène Bernard-Dutreil », dans Adolphe Robert et Gaston Cougny, Dictionnaire des parlementaires français, Edgar Bourloton, 1889-1891 [détail de l’édition]